# Хатц, Отто
Отто Хатц-Хатсеги (венг. Hatz-Hátszeghy Ottó, 26 мая 1902 — 21 июля 1977) — венгерский фехтовальщик, призёр чемпионатов мира; брат Йожефа Хатца.

## Биография
Родился в 1902 году в Бранево (Австро-Венгрия). В 1928 году принял участие в соревнованиях по фехтованию на шпагах на Олимпийских играх в Амстердаме, но неудачно. В 1929 году стал бронзовым призёром Международного первенства по фехтованию в Неаполе. В 1931 году завоевал серебряную медаль Международного первенства по фехтованию в Вене. В 1933 году получил бронзовую медаль Международного первенства по фехтованию в Будапеште. В 1936 году принял участие в соревнованиях по фехтованию на рапирах на Олимпийских играх в Берлине, и занял 7-е место в составе команды.
В 1937 году Международная федерация фехтования задним числом признала все проходившие ранее Международные первенства по фехтованию чемпионатами мира.